# Waterstraalsnijden

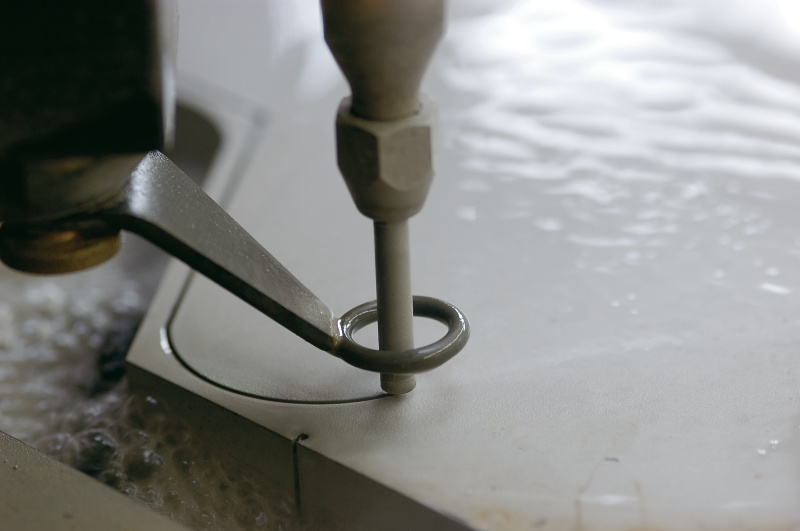
Waterstraalsnijden

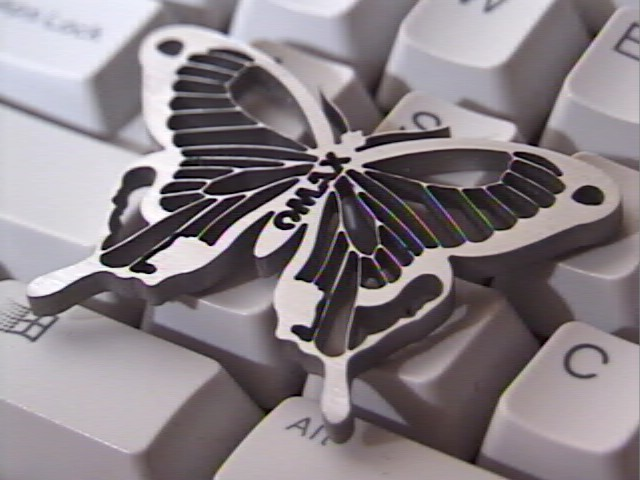
Vlinder gesneden uit 3 mm RVS

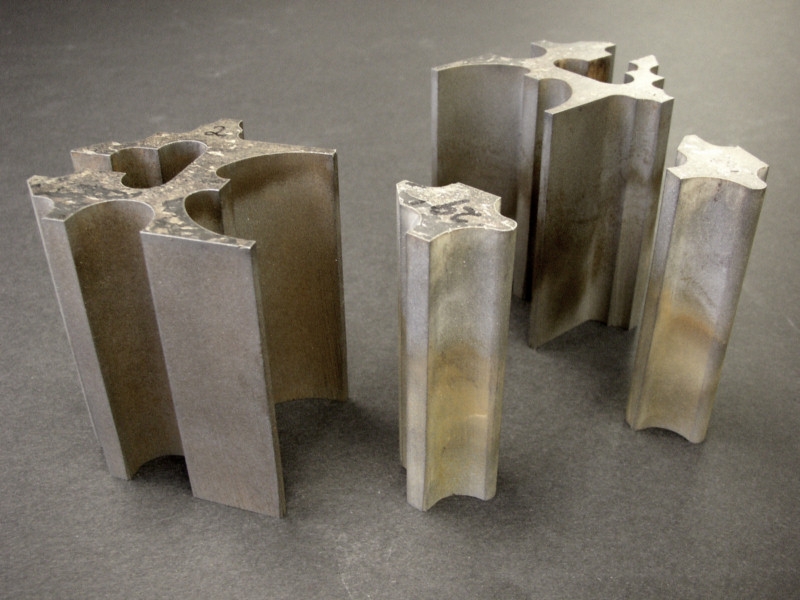
Onderdelen gesneden uit 75 mm dik staal

Waterstraalsnijden is een manier om vormen uit diverse plaatmaterialen te snijden.
Door een met robijn of (kunst)diamant belegde spuitkop en een straalbuis wordt water met een druk van circa 3800 bar (380 MPa) gespoten. De waterstraal bereikt een snelheid van meer dan twee keer de geluidssnelheid en is door de combinatie met een abrasief zo krachtig, dat vrijwel elk materiaal ermee gesneden kan worden.

## Met of zonder abrasief
Waterstraalsnijden kan met en zonder abrasief (schuurmiddel). Waterstraalsnijden zonder abrasief wordt toegepast om dunne kunststoffen, textiel en bevroren voedsel mee te snijden. De straalbuis heeft doorgaans een diameter van 0,1 - 0,3 mm.

### Abrasiefsnijden

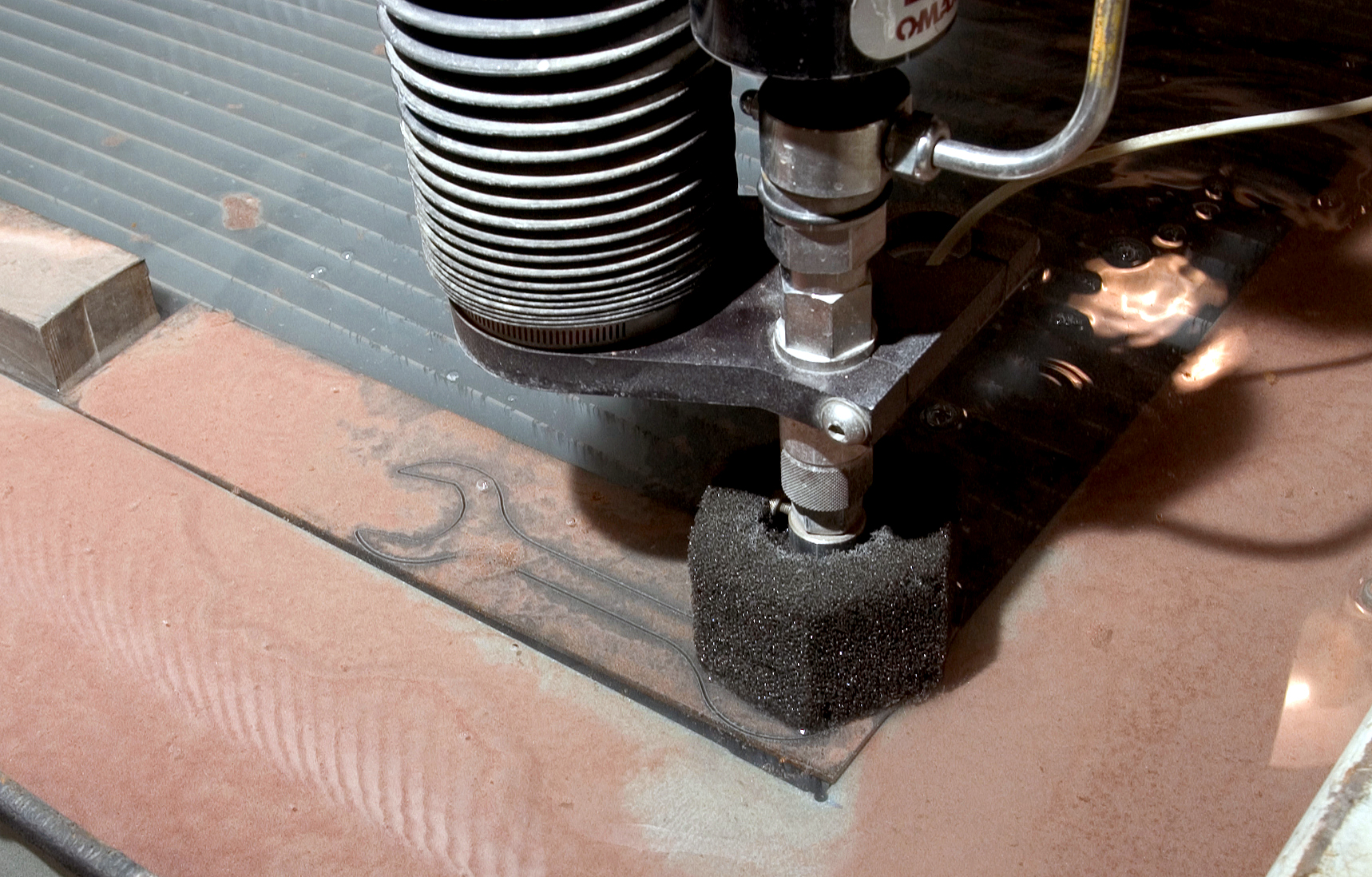
Het "abrasief" snijden van gereedschap

Om harde en/of slijtvaste materialen, zoals staal of keramiek, te snijden wordt fijn zand (grit) aan de waterstraal toegevoegd. Dit heet 'abrasiefsnijden'.
De abrasiefsnijmachine gebruikt water dat op druk is gebracht tot 3800 bar en wordt geleid door een smalle opening van saffier met een snelheid van 762 meter per seconde. Dit is ongeveer twee en een half keer de snelheid van het geluid. Tegenwoordig zijn er ook fabrikanten die tot 6000 bar gaan met de hogedrukpompen. Een echte winst in snijsnelheid zit hier niet in, aangezien deze pompen een lager watervolume leveren.
Na de (kunst)diamant komt de mengkamer en vervolgens de toevoer van het abrasief. Door de onderdruk in de mengkamer wordt het abrasief aangezogen en vermengen zich het water en het abrasief in de mengpijp (nozzle). Als er meer watervolume door de mengkamer gaat, wordt de onderdruk groter en wordt er meer abrasief aangezogen. Dit resulteert in een hogere snijsnelheid. De waterstraal met slijpmiddel verlaat met een snelheid van 300 meter per seconde de mengpijp.
Bij abrasiefsnijden is de diameter van de mengbuis 0,35 (OMAX MicroJet Nozzle) tot 1,1 mm.
De straal met abrasief spuit door het materiaal, waarbij de ontstane centrifugaalkrachten het werkstuk snijden. De snijbeweging is een slijpproces, waarbij de krachten en bewegingen door het water worden veroorzaakt. Deze methode geeft een beter resultaat dan door middel van een massieve slijpsteen.
De snelheid en de kwaliteit van de snede waarmee de verschillende materialen gesneden kunnen worden zijn afhankelijk van vele factoren:
- de druk van het water (aan de snijkop).
- de hoeveelheid water die door de (kunst)diamant gaat.
- de kwaliteit van het abrasief.
- de maat van het abrasief, 50 tot 220 mesh (korrelgrootte).
- de aansturende software
- de te snijden contour

## Materialen

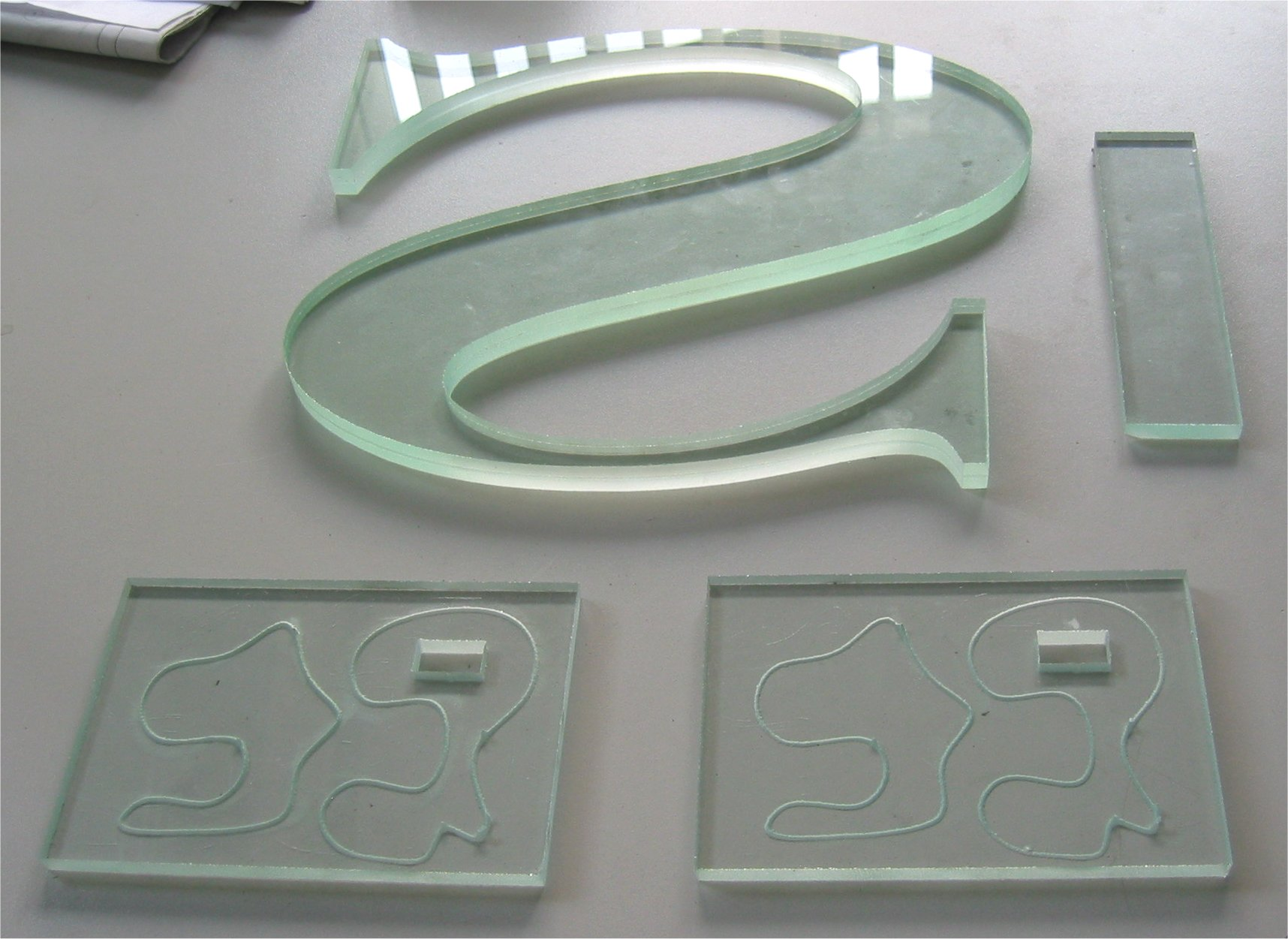
Gesneden glas

De volgende materialen kunnen door middel van waterstraalsnijden bewerkt worden:
- Steenachtige materialen: marmer, graniet, keramiek, porselein, gips etc.
- Glas: vlakglas, dubbel glas, gewapend glas etc.
- Metalen: roestvast staal, staal, messing, koper, titanium, aluminium etc.
- Speciale materialen: hout, cement, pakkingen, composietmateriaal etc.
- Technische materialen: rubber, isolatiemateriaal, foam, plexiglas, leer, glaswol, steenwol en kunststoffen.
- Samengestelde materialen: hout met verlijmde metalen, trespa met dubbelzijdig verlijmd aluminium, etc.

De volgende materialen kunnen niet door middel van waterstraalsnijden bewerkt worden:
- Gehard glas (kogelbestendig glas)
- Papiersoorten
- Karton

## Voordelen
Een paar voordelen van waterstraalsnijden:
- vrijwel braamloze snede.
- de snede is van constante, hoge kwaliteit.
- koel snijden, dus ook geschikt voor composieten en plastics.
- geen vervorming of verkleuring.
- er wordt geen warmte in het materiaal gebracht waardoor de eigenschappen van het materiaal gelijk blijven.
- niet chemisch: er ontstaan tijdens het scheidingsproces geen giftige dampen (zoals bij lasersnijden)

## Nadelen
Doordat het een proces is waarbij het medium water gebruikt wordt, mag het te bewerken materiaal geen reactie aangaan met water. Daarbij zijn o.a. fluorescerende kunststoffen (welke bekend zijn doordat ze in het donker oplichten), een materiaalsoort welke met water kan reageren. Door het vrijkomen van zichtbare rookontwikkeling uit de reactie met water zijn zo onverwachte situaties voor het bedienend personeel ontstaan.
Andere ongeschikte materialen zijn papier, karton en zacht hout waarbij het water in het materiaal kan trekken. Kromtrekken kan zo het gevolg zijn.